# Ivo Vondrák

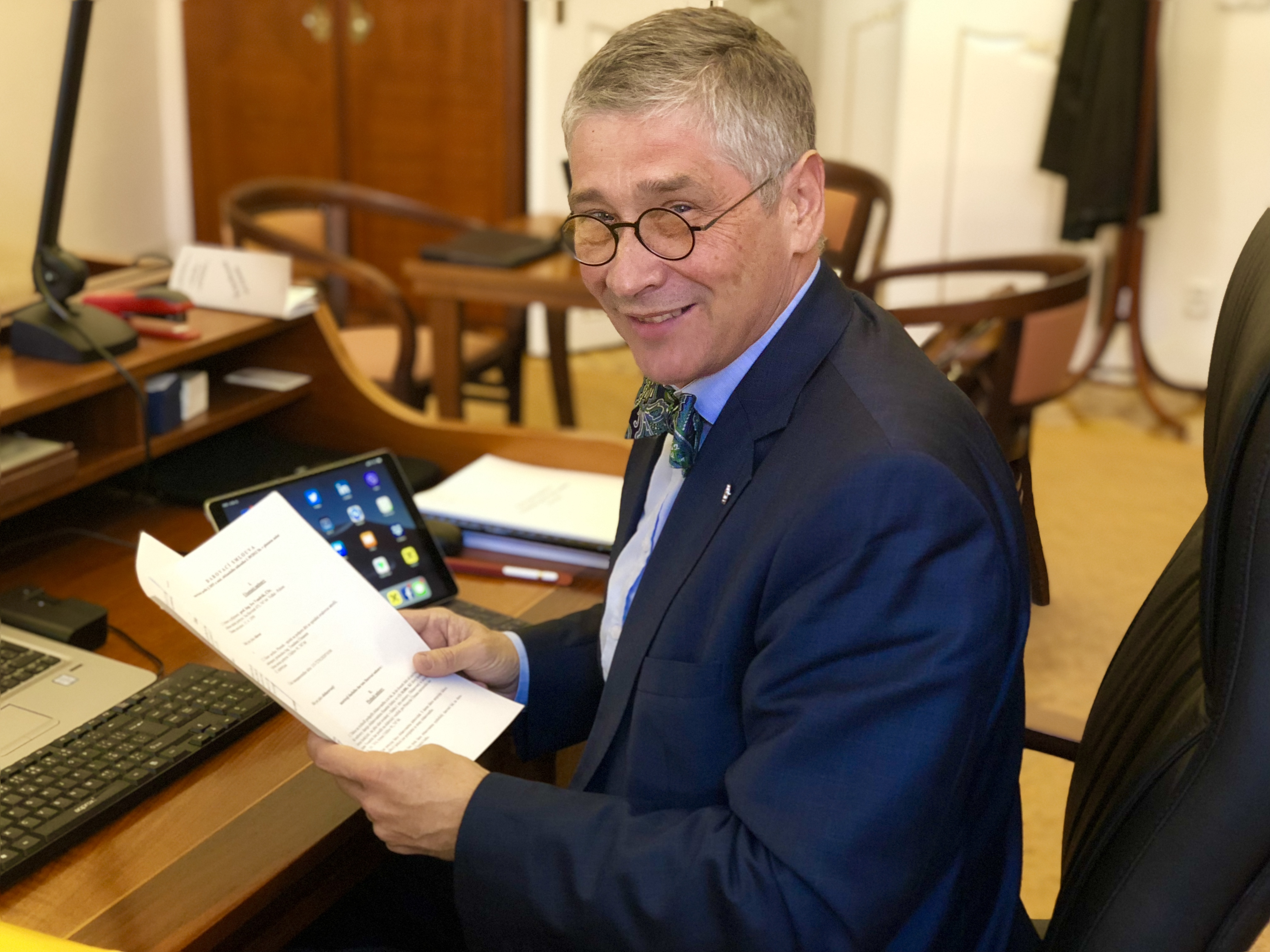
Ivo Vondrák, 2018

Ivo Vondrák (* 15. April 1959 in Ostrava) ist ein tschechischer Ingenieurwissenschaftler und Politiker. Er war von 2010 bis 2016 Rektor der Technischen Universität Ostrava, ist seit 11. November 2016 Hejtman (Landeshauptmann) des Moravskoslezský kraj, seit Oktober 2017 Mitglied des tschechischen Parlaments (bis Februar 2023 als Mitglied der ANO 2011-Fraktion), und war von Februar 2022 bis Februar 2023 stellvertretender Vorsitzender der ANO 2011. Im Februar 2023 trat er aus der ANO 2011 aus.

## Leben
Vondrák war seit 1989 an der TU Ostrava tätig. Er lehrte zudem an der Fakultät für Informationswissenschaften an der Palacký-Universität Olomouc. 1998 wurde er zum Professor der Ingenieurwissenschaften berufen. Er ist der Gründer des Bildungsprogrammes im Bereich der Informationstechnologie an VSB – Technische Universität Ostrava. Er war seit 2003 Dekan der Fakultät für Elektrotechnik und Informatik (FEI). Von 2000 bis 2010 war er Visiting Professor an der Abteilung für Angewandte Mathematik der österreichischen Montanuniversität Leoben.
Vom 1. Februar 2010 bis 10. November 2016 war er als Nachfolger von Tomáš Čermák Rektor der Technischen Universität Ostrava. Von diesem Amt wurde er nach seiner Ernennung zum Landeshauptmann freigestellt. Seine Nachfolge trat zum 1. September 2017 Václav Snášel an.
Ivo Vondrák ist seit 1985 verheiratet.

## Wirken
In den USA arbeitete er an Forschungsprogrammen für Software Research Labs von Texas Instruments in Dallas und als Berater für SBIR-Projekt „Dynamic Composable Simulationen für Robotic Behaviors“ des Verteidigungsministeriums der Vereinigten Staaten. Er war stellvertretender Direktor der Akademie der Wissenschaften der Tschechischen Republik (AV ČR) für ein Projekt zur Logik und künstliche Intelligenz für Multiagentensysteme.
Ivo Vondrák engagiert sich für das Projekt IT4Innovations, mit dem an der TU Ostrava eines der weltweit größten Supercomputer-Zentren entstehen soll.
Er war Mitglied des wissenschaftlichen Beirates der FEI, des wissenschaftlichen Beirates der VSB-TU Ostrava und des wissenschaftlichen Beirates der Fakultät für Informatik der Technischen Universität Brünn. Er hat zehn Bücher und über 130 wissenschaftliche Arbeiten und Fachartikel veröffentlicht.

## Ehrungen und Auszeichnungen
- „Manažer odvětví“ (2005)
- „Person des tschechischen Telekommunikation und Informatik“ (2007)